# Liphistius
Liphistius là một chi nhện trong họ Liphistiidae.

## Các loài
- Liphistius albipes Schwendinger, 1995 — Thailand
- Liphistius batuensis Abraham, 1923 — Malaysia
- Liphistius bicoloripes Ono, 1988 — Thailand
- Liphistius birmanicus Thorell, 1897 — Myanmar
- Liphistius bristowei Platnick & Sedgwick, 1984 — Thailand
- Liphistius castaneus Schwendinger, 1995 — Thailand
- Liphistius dangrek Schwendinger, 1996 — Thailand
- Liphistius desultor Schiödte, 1849 — Malaysia; type species
- Liphistius endau Sedgwick & Platnick, 1987 — Malaysia
- Liphistius erawan Schwendinger, 1996 — Thailand
- Liphistius fuscus Schwendinger, 1995 — Thailand
- Liphistius isan Schwendinger, 1998 — Thailand
- Liphistius jarujini Ono, 1988 — Thailand
- Liphistius johore Platnick & Sedgwick, 1984 — Malaysia
- Liphistius kanthan Platnick, 1997 — Malaysia. IUCN Red List status = Critically Endangered.
- Liphistius lahu Schwendinger, 1998 — Thailand
- Liphistius langkawi Platnick & Sedgwick, 1984 — Malaysia
- Liphistius lannaianus Schwendinger, 1990 — Thailand
- Liphistius laoticus Schwendinger, 2013 -Laos
- Liphistius laruticus Schwendinger, 1997 — Malaysia
- Liphistius lordae Platnick & Sedgwick, 1984 — Myanmar
- Liphistius malayanus Abraham, 1923 — Malaysia
  - Liphistius malayanus cameroni Haupt, 1983 — Malaysia
- Liphistius marginatus Schwendinger, 1990 — Thailand
- Liphistius murphyorum Platnick & Sedgwick, 1984 — Malaysia
- Liphistius nesioticus Schwendinger, 1996 — Thailand
- Liphistius niphanae Ono, 1988 — Thailand
- Liphistius ochraceus Ono & Schwendinger, 1990 — Thailand
- Liphistius onoi Schwendinger, 1996 — Thailand
- Liphistius ornatus Ono & Schwendinger, 1990 — Thailand
- Liphistius owadai Ono & Schwendinger, 1990 — Thailand
- Liphistius panching Platnick & Sedgwick, 1984 — Malaysia
- Liphistius phileion Schwendinger, 1998 — Thailand
- Liphistius phuketensis Schwendinger, 1998 — Thailand
- Liphistius priceae Schwendinger, 2017 — Malaysia
- Liphistius pusohm Schwendinger, 1996 — Thailand
- Liphistius rufipes Schwendinger, 1995 — Thailand, Malaysia
- Liphistius sayam Schwendinger, 1998 — Thailand
- Liphistius schwendingeri Ono, 1988 — Thailand
- Liphistius sumatranus Thorell, 1890 — Sumatra
- Liphistius suwat Schwendinger, 1996 — Thailand
- Liphistius tempurung Platnick, 1997 — Malaysia
- Liphistius tenuis Schwendinger, 1996 — Thailand
- Liphistius thaleban Schwendinger, 1990 — Thailand
- Liphistius thaleri Schwendinger, 2009 -Thailand
- Liphistius tham Sedgwick & Schwendinger, 1990 — Thailand
- Liphistius thoranie Schwendinger, 1996 — Thailand
- Liphistius tioman Platnick & Sedgwick, 1984 — Malaysia
- Liphistius trang Platnick & Sedgwick, 1984 — Thailand
- Liphistius yamasakii Ono, 1988 — Thailand
- Liphistius yangae Platnick & Sedgwick, 1984 — Malaysia